# Literarisze Bleter
Literarisze Bleter (jidysz: ליטערארישע בלעטער) – warszawski tygodnik literacko-kulturalny mniejszości żydowskiej wydawany w latach 1924–1939 w jidysz. Czołowy magazyn literacki w tym języku w międzywojennej Polsce.

## Historia

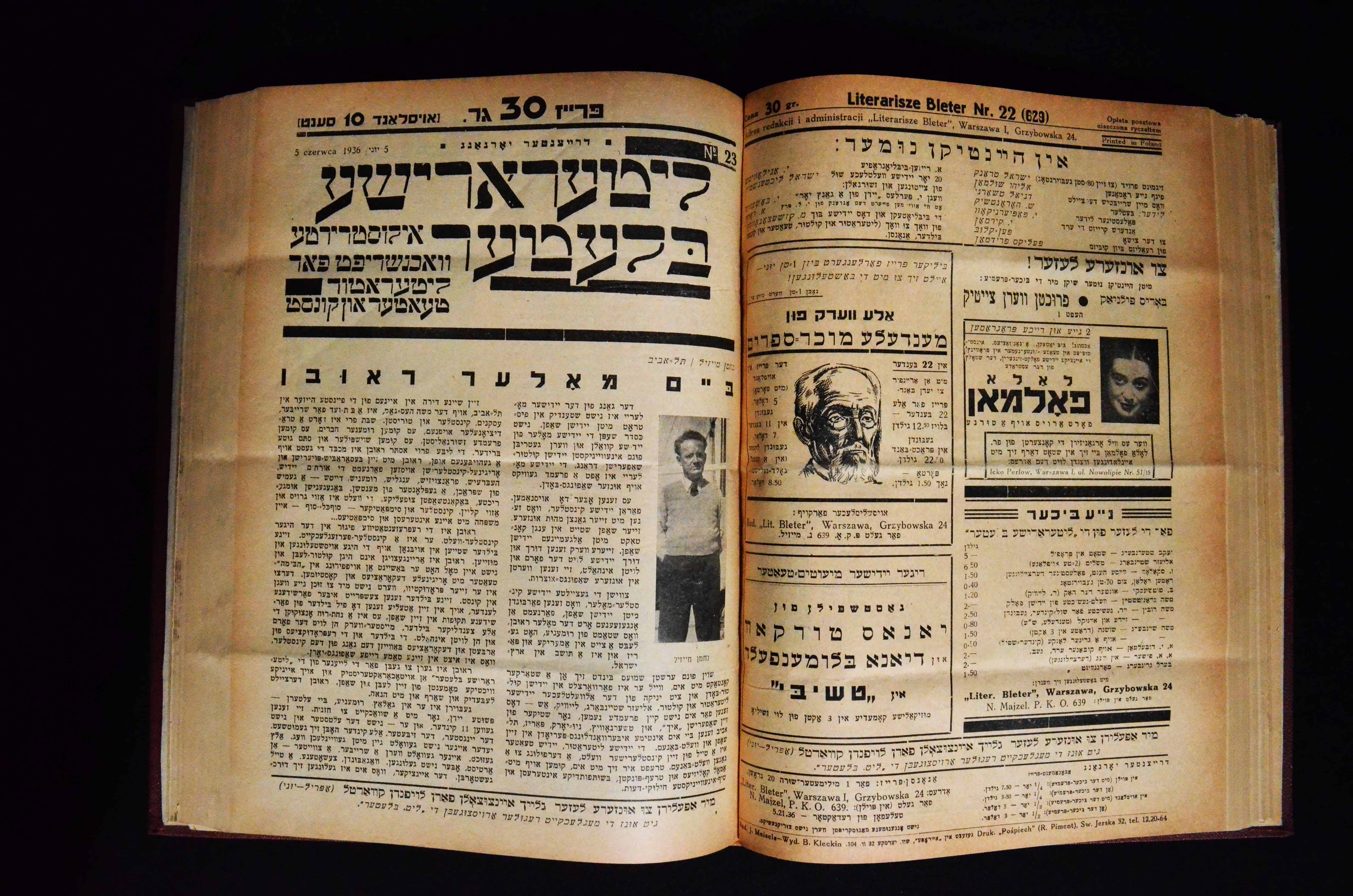
„Literarisze Bleter” nr 22 (629), 1936 rok

Magazyn „Literarisze Bleter” („Karty Literackie”) z początku redagowali i wydawali razem Melech Rawicz, Perec Markisz, Izrael Jehoszua Singer i Nachman Majzel, publikując numery własnym kosztem. Pierwszy numer ukazał się 9 kwietnia 1924 roku i nosił podtytuł „Wochnszrift far Literatur, Teater un Kunstfragen” („tygodnik poświęcony zagadnieniom literackim, teatralnym i sztuce”). Z początku nakład wynosił 2 tys. sztuk, jednak podwojono go po roku działalności, choć faktyczny zasięg czasopisma był znacznie szerszy ze względu na jego dostępność w bibliotekach w Polsce i za granicą, licząc około 20 tys. regularnych odbiorców. W marcu 1925 roku wydawcą został Borys Kleckin, a Majzel został redaktorem naczelnym. Tego samego roku zmieniono podtytuł na „Ilustrirte Wochnszrift far Literatur Teater un Kunst” („tygodnik ilustrowany, poświęcony literaturze, teatrowi i sztuce”). Majzel prowadził czasopismo do 1937 roku, gdy wyjechał z Polski. W początkowym okresie krótko współpracował na stanowisku z Alterem Kacyzne, a następnie z Mojsze Zylburgiem.
„Literarisze Bleter” stał się czołowym magazynem literacko-kulturalnym w międzywojennej Polsce, mając także znaczny wpływ w zagranicznych ośrodkach kultury jidysz. Na jego łamach regularnie pojawiały się teksty dotyczące literatury, sztuki, teatru, filmu i edukacji. Tygodnik wpisywał się w ruch jidyszyzmu. Dzięki staraniom Majzela wiele miejsca poświęcano historii literatury i kultury jidysz, analizowano rynek wydawniczy. Specjalne numery poświęcano najważniejszym twórcom, a także lokalnym ośrodkom literatury jidysz, opisując m.in. kręgi w Niemczech, Galicji, Wilnie czy Argentynie. Pojawiały się jednak także artykuły na temat współczesnej literatury europejskiej oraz wywiady z pisarzami odwiedzającymi Warszawę.
Na łamach „Literarisze Bleter” publikowali literaci z Polski i zagranicy, tacy jak Józef Opatoszu, Dawid Pinski, Noach Pryłucki, Hilel Cajtlin, H. Lejwik, Chaim Grade, Icyk Manger, Abraham Suckewer, Jehoszua Perle, Aron Cajtlin, Rachela Korn, czy Izrael Sztern. W tygodniku ukazało się debiutanckie opowiadanie Isaaka Bashevisa Singera, który do czasu wyjazdu do Stanów Zjednoczonych często publikował na jego łamach kolejne teksty. W „Literarisze Bleter” ukazywały się również teksty innych literatów na początku kariery, takich jak Chaim Siemiatycki czy Izrael Rabon, a także teksty krytyczne na temat sztuki żydowskiej autorstwa Henryka Berlewi, Feliksa Frydmana, czy Marka Szwarca.
Magazyn miał dodatki w formie dwutygodników: w latach 1925–1932 był to „Jedijes fun Jidiszn Wisnszaftłechn Institut” (biuletyn informacyjny YIVO), z kolei od 1936 roku ukazywał się „Teater Jedijes”.
Gdy w 1935 roku wydawnictwo Borysa Kleckina zbankrutowało, redakcja została zmuszona do kontynuacji działalności w okresie pogarszającej się sytuacji ekonomicznej. W tym okresie powstało wydawnictwo „Literarisze Bleter”, które po części zastąpiło lukę na rynku pozostawioną przez działalność Kleckina. Ostatni numer tygodnika ukazał się 30 czerwca 1939 roku. W historii magazynu wydano razem 782 numery.